# Bolo di Mende
Bolo di Mende (Mende, ... – ...; fl. IV secolo a.C.) è stato un alchimista, agronomo e filosofo greco antico.

## Biografia
Mescolò nella sua opera concetti magici orientali con filosofia e sapienza scientifica greche (soprattutto Democrito e in seconda linea Teofrasto). Scrisse sull'astrologia, sull'alchimia, sui farmaci, sulla simpatia, sull'antipatia e anche sull'agricoltura.
È anche designato con il nome di pseudo-Democrito perché ben presto parecchie sue opere circolarono, forse per intento dello stesso autore, sotto il nome del famoso filosofo; di conseguenza i suoi trattati furono falsamente attribuiti a Democrito da eruditi posteriori (ad esempio Varrone, Plinio il Giovane e Petronio).
È considerato uno dei precursori dell'alchimia.